# 川村英樹 (格闘家)
川村 英樹（かわむら ひでき、1984年5月24日 - ）は、日本の格闘家。埼玉県春日部市出身。2017年に、ミャンマーの格闘技であるラウェイの地元公式戦に出場した。身長は 182 cm、体重は 75 kg。血液型はO型。

## 経歴
小学生以来陸上競技に取り組み、大学時代は箱根駅伝を目指していたが、中途で挫折。その折にボクシング部の友人の勧誘でボクシングを始め、格闘技の道に進む。
その後、キックボクシングジムに加入してプロライセンスを取得したが、日本の格闘技公式戦には一度も出場していない。父がタイに勤務していたためムエタイに親しみがあり、「武者修行」としてタイに渡った際には「草ムエタイ」に出場した。
また、キックボクシングから離れてボディビルの大会に出場したこともある。
30歳を超えてから、「ラウェイが精神的に一番強くなる競技だ」という理由で挑戦を決意する。当初は2017年10月末にミャンマーの公式戦が予定されていたがスポンサーがなく中止となり、代わりに11月2日にタウングーで行われたタイとミャンマーの対抗戦の一環として試合が実施されることとなった。予定の急変でセコンドが帯同できず、単身で渡航。18歳の地元選手との試合は2ラウンド終盤に相手の右フックを受けKO負けであった。